# Royal Aircraft Factory B.E.8
Il Royal Aircraft Factory B.E.8 era un monomotore da ricognizione biplano, una tipologia di velivolo definito nel suo paese d'origine come scout, sviluppato dall'azienda britannica Royal Aircraft Factory e prodotto dalla stessa e da numerose altre aziende aeronautiche britanniche negli anni dieci del XX secolo.
Venne utilizzato in numero limitato dal Royal Flying Corps, l'aeronautica militare britannica, durante le fasi iniziali della prima guerra mondiale venendo velocemente sostituito da modelli più efficienti e relegato a compiti di seconda linea nella formazione dei piloti fino al 1916.

## Storia del progetto
Il B.E.8 era un velivolo dall'impostazione convenzionale per l'epoca, biplano con carrello d'atterraggio biciclo fisso, l'ultimo dei modelli Bleriot Experimental ad essere progettato per l'utilizzo di un gruppo motoelica basato sul motore rotativo.
Gli iniziali tre prototipi, costruiti presso il Royal Aircraft Establishment a Farnborough, erano caratterizzati da un unico abitacolo allungato dove trovavano posto in tandem entrambi i membri dell'equipaggio, soluzione tecnica però abbandonata nella versione destinata alla produzione in serie dove i due abitacoli erano separati.
Una successiva versione, avviata alla produzione nel 1915 ed alla quale venne assegnata la designazione B.E.8a, venne sviluppata per sostituire la velatura, che fino ad allora utilizzava lo svergolamento "dinamico" delle estremità alari per il controllo del rollio, con il più avanzato sistema basato sull'utilizzo degli alettoni adottando inoltre un ridisegnato impennaggio.

## Tecnica
Il B.E.8 era un velivolo dall'impostazione per l'epoca classica: monomotore biposto con velatura biplana e carrello fisso.
La fusoliera era caratterizzata dalla presenza di una coppia di abitacoli in tandem, l'anteriore destinato all'osservatore ed il posteriore al pilota. Posteriormente terminava in un impennaggio classico monoderiva.
La velatura era biplana a scalamento positivo, ovvero con l'ala inferiore, posizionata bassa sulla fusoliera, leggermente spostata verso coda rispetto alla superiore, posizionata alta a parasole, collegate tra loro da una doppia coppia di montanti per lato integrati da tiranti in cavetto in acciaio.
Il carrello d'atterraggio era un semplice biciclo anteriore fisso, equipaggiato con ruote di grande diametro, integrato anteriormente da una coppia di slitte per evitare il ribaltamento in fase di atterraggio e posteriormente da un pattino d'appoggio ammortizzato.
La propulsione era affidata ad un motore rotativo a sette cilindri, tra i quali il Gnome 7 Lambda o l'equivalente Clerget 7Z, entrambi raffreddati ad aria, posizionato all'apice anteriore della fusoliera ed abbinato ad un'elica bipala a passo fisso.

## Impiego operativo
Il B.E.8 entrò in servizio nel 1914, in un numero limitato di esemplari, nei reparti del Royal Flying Corps ed operando in Francia dalle prime fasi sul fronte occidentale della prima guerra mondiale fino al 1915. Data la veloce evoluzione della tecnologia legata all'aviazione militare e la realizzazione di nuovi modelli da ricognizione armata, necessari per contrastare la caccia avversaria, venne progressivamente sostituito e assieme agli esemplari ancora in produzione assegnato ai reparti da addestramento dove risulta operativo fino al 1916.

## Varianti
B.E.8
versione di produzione in serie dotata di dispositivo di correzione del volo con svergolamento alare.
B.E.8a
variante caratterizzata dall'adozione di una nuova ala dotata di alettoni e dall'apertura ridotta a 11,49 m (37 ft 8½ in).

## Utilizzatori
Regno Unito
- Royal Flying Corps